# Ligat ha’Al 2019/20
Die Ligat ha’Al 2019/20 war die 21. Saison seit ihrer Einführung unter diesem Namen im Jahre 1999 und die 78. Spielzeit der höchsten israelischen Spielklasse im Männerfußball. Sie begann am 24. August 2019 und endete am 7. Juli 2020 nach einer zweieinhalbmonatigen Pause, ausgelöst von der COVID-19-Pandemie.
Titelverteidiger war Maccabi Tel Aviv.

## Mannschaften
Aufgestiegen waren die Mannschaften Hapoel Kfar Saba und Sekzia Nes Ziona; nicht mehr dabei waren die Absteiger der letzten Saison FC Bnei Sachnin und Maccabi Petach Tikwa.
| Verein                      | Stadt          | Stadion                            | Kapazität |
| --------------------------- | -------------- | ---------------------------------- | --------- |
| Bne Jehuda Tel Aviv         | Tel Aviv-Jaffa | Bloomfield-Stadion                 | 29.400    |
| Maccabi Tel Aviv            | Tel Aviv-Jaffa | Bloomfield-Stadion                 | 29.400    |
| Maccabi Netanja             | Netanja        | Netanja-Stadion                    | 13.610    |
| Hapoel Ra’anana             | Ra’anana       | HaMoshava-Stadion                  | 11.500    |
| Hapoel Haifa                | Haifa          | Sammy-Ofer-Stadion                 | 0030.942  |
| Maccabi Haifa               | Haifa          | Sammy-Ofer-Stadion                 | 30.942    |
| MS Aschdod                  | Aschdod        | HaYud-Alef-Stadion                 | 07.800    |
| Hapoel Tel Aviv             | Tel Aviv-Jaffa | Bloomfield-Stadion                 | 29.400    |
| Hapoel Be’er Scheva         | Be’er Scheva   | Turner-Stadion                     | 16.126    |
| Beitar Jerusalem            | Jerusalem      | Teddy-Stadion                      | 0031.733  |
| Hapoel Ironi Kirjat Schmona | Kirjat Schmona | Städtisches Stadion Kirjat Schmona | 05.300    |
| Hapoel Kfar Saba            | Kfar Saba      | HaMoshava-Stadion                  | 11.500    |
| Sekzia Nes Ziona            | Nes Ziona      | HaMoshava-Stadion                  | 11.500    |
| Hapoel Hadera               | Netanja        | Netanja-Stadion                    | 13.610    |

## Vorrunde
In der Vorrunde wurde eine Doppelrunde zwischen allen 14 Mannschaften ausgespielt. Anschließend qualifizierten sich die sechs bestplatzierten Vereine für die Meisterrunde, in der neben der israelischen Meisterschaft auch die internationalen Startplätze ausgespielt wurden. Die weiteren acht Vereine spielten in der Abstiegsrunde gegen den Abstieg in die zweitklassige Liga Leumit.

### Tabelle
| Pl. | Verein                      | Sp. | S  | U  | N  | Tore    | Diff. | Punkte |
| --- | --------------------------- | --- | -- | -- | -- | ------- | ----- | ------ |
| 1.  | Maccabi Tel Aviv (M)        | 26  | 19 | 7  | 0  | 048:700 | +41   | 64     |
| 2.  | Maccabi Haifa               | 26  | 18 | 4  | 4  | 058:200 | +38   | 58     |
| 3.  | Beitar Jerusalem            | 26  | 15 | 4  | 7  | 042:250 | +17   | 49     |
| 4.  | Hapoel Be’er Scheva         | 26  | 13 | 5  | 8  | 033:230 | +10   | 44     |
| 5.  | Hapoel Tel Aviv             | 26  | 11 | 5  | 10 | 024:360 | −12   | 38     |
| 6.  | Hapoel Haifa                | 26  | 10 | 7  | 9  | 026:300 | −4    | 37     |
| 7.  | Bne Jehuda Tel Aviv (P)     | 26  | 9  | 7  | 10 | 023:260 | −3    | 34     |
| 8.  | Hapoel Hadera               | 26  | 9  | 7  | 10 | 024:280 | −4    | 34     |
| 9.  | Maccabi Netanja             | 26  | 8  | 7  | 11 | 023:320 | −9    | 31     |
| 10. | MS Aschdod                  | 26  | 6  | 10 | 10 | 030:330 | −3    | 28     |
| 11. | Hapoel Kfar Saba (N)        | 26  | 7  | 5  | 14 | 022:350 | −13   | 26     |
| 12. | Hapoel Ironi Kirjat Schmona | 26  | 6  | 4  | 16 | 024:350 | −11   | 22     |
| 13. | Sekzia Nes Ziona (N)        | 26  | 5  | 6  | 15 | 017:400 | −23   | 21     |
| 14. | Hapoel Ra’anana             | 26  | 2  | 10 | 14 | 020:440 | −24   | 16     |

Platzierungskriterien: 1. Punkte – 2. Tordifferenz – 3. Siege – 4. geschossene Tore – 5. Direkter Vergleich (Punkte, Tordifferenz, geschossene Tore) – 6. Play-off-Spiel
| (M) | amtierender israelischer Meister     |
| (P) | amtierender israelischer Pokalsieger |
| (N) | Neuaufsteiger der letzten Saison     |

### Kreuztabelle
| 2019/20                     | Maccabi Tel Aviv | Maccabi Haifa | Beitar Jerusalem | Hapoel Be’er Scheva | Hapoel Tel Aviv | Hapoel Haifa | Bne Jehuda Tel Aviv | HAD | Maccabi Netanja | MS Aschdod | Hapoel Kfar Saba | Hapoel Ironi Kirjat Schmona | SEK | Hapoel Ra’anana |
| --------------------------- | ---------------- | ------------- | ---------------- | ------------------- | --------------- | ------------ | ------------------- | --- | --------------- | ---------- | ---------------- | --------------------------- | --- | --------------- |
| Maccabi Tel Aviv            |                  | 1:0           | 0:0              | 2:0                 | 3:0             | 3:0          | 0:0                 | 0:0 | 0:0             | 2:0        | 4:0              | 3:0                         | 1:1 | 2:1             |
| Maccabi Haifa               | 3:4              |               | 3:1              | 4:0                 | 5:0             | 3:0          | 1:1                 | 1:0 | 3:0             | 3:3        | 0:1              | 2:0                         | 4:0 | 4:3             |
| Beitar Jerusalem            | 0:4              | 2:0           |                  | 0:0                 | 0:1             | 0:2          | 1:3                 | 2:0 | 3:1             | 2:1        | 1:0              | 2:2                         | 1:0 | 2:0             |
| Hapoel Be’er Scheva         | 1:1              | 0:2           | 0:1              |                     | 3:0             | 1:0          | 1:2                 | 3:0 | 2:0             | 2:1        | 3:1              | 2:1                         | 3:0 | 1:0             |
| Hapoel Tel Aviv             | 0:3              | 1:2           | 0:1              | 1:0                 |                 | 0:1          | 1:1                 | 2:1 | 0:0             | 0:0        | 2:1              | 2:0                         | 1:1 | 3:1             |
| Hapoel Haifa                | 1:1              | 0:0           | 1:4              | 0:3                 | 3:0             |              | 3:0                 | 1:2 | 1:3             | 1:0        | 0:2              | 2:1                         | 2:0 | 2:2             |
| Bne Jehuda Tel Aviv         | 0:3              | 1:3           | 0:2              | 0:1                 | 1:2             | 0:0          |                     | 0:1 | 0:0             | 2:0        | 0:1              | 2:1                         | 1:2 | 1:1             |
| Hapoel Hadera               | 0:3              | 0:3           | 1:2              | 0:1                 | 0:1             | 2:0          | 0:0                 |     | 1:0             | 1:1        | 2:0              | 2:2                         | 1:0 | 4:0             |
| Maccabi Netanja             | 0:1              | 0:2           | 0:3              | 1:1                 | 4:0             | 0:0          | 0:3                 | 1:0 |                 | 2:4        | 2:2              | 1:0                         | 3:0 | 1:0             |
| MS Aschdod                  | 0:1              | 1:2           | 2:2              | 2:2                 | 2:1             | 1:1          | 0:1                 | 0:2 | 0:0             |            | 0:0              | 1:0                         | 2:1 | 3:0             |
| Hapoel Kfar Saba            | 0:1              | 0:3           | 2:1              | 0:1                 | 1:2             | 0:1          | 0:1                 | 0:0 | 1:2             | 1:3        |                  | 0:3                         | 1:1 | 3:0             |
| Hapoel Ironi Kirjat Schmona | 0:1              | 1:2           | 0:2              | 0:0                 | 0:1             | 1:2          | 2:1                 | 0:1 | 3:0             | 2:0        | 1:3              |                             | 1:0 | 2:1             |
| Sekzia Nes Ziona            | 0:2              | 0:3           | 0:4              | 2:1                 | 0:1             | 2:2          | 0:1                 | 1:2 | 1:0             | 0:2        | 0:1              | 1:0                         |     | 3:0             |
| Hapoel Ra’anana             | 0:2              | 0:0           | 2:1              | 2:1                 | 2:2             | 0:0          | 0:1                 | 1:1 | 1:2             | 1:1        | 1:1              | 1:1                         | 0:0 |                 |

## Meisterrunde
Die Vereine auf den Plätzen 1–6 nach der Vorrunde spielten im Anschluss um die Meisterschaft. Dabei wurden die Ergebnisse aller 26 Vorrundenspiele übertragen und zwischen den sechs Teams eine weitere Doppelrunde ausgetragen.

### Abschlusstabelle
| Pl. | Verein               | Sp. | S  | U  | N  | Tore    | Diff. | Punkte |
| --- | -------------------- | --- | -- | -- | -- | ------- | ----- | ------ |
| 1.  | Maccabi Tel Aviv (M) | 36  | 26 | 9  | 1  | 063:100 | +53   | 87     |
| 2.  | Maccabi Haifa        | 36  | 22 | 7  | 7  | 073:320 | +41   | 73     |
| 3.  | Beitar Jerusalem     | 36  | 16 | 11 | 9  | 051:350 | +16   | 59     |
| 4.  | Hapoel Be’er Scheva  | 36  | 15 | 10 | 11 | 044:330 | +11   | 55     |
| 5.  | Hapoel Tel Aviv      | 36  | 14 | 6  | 16 | 031:550 | −24   | 48     |
| 6.  | Hapoel Haifa         | 36  | 12 | 11 | 13 | 049:460 | +3    | 47     |

Platzierungskriterien: 1. Punkte – 2. Tordifferenz – 3. Siege – 4. geschossene Tore – 5. Direkter Vergleich (Punkte, Tordifferenz, geschossene Tore) – 6. Play-off-Spiel
| (M) | amtierender israelischer Meister |

### Kreuztabelle
| 2019/20             | Maccabi Tel Aviv | Maccabi Haifa | Beitar Jerusalem | Hapoel Be’er Scheva | Hapoel Tel Aviv | Hapoel Haifa |
| ------------------- | ---------------- | ------------- | ---------------- | ------------------- | --------------- | ------------ |
| Maccabi Tel Aviv    |                  | 2:0           | 1:0              | 1:1                 | 3:0             | 2:0          |
| Maccabi Haifa       | 0:1              |               | 0:0              | 2:1                 | 1:2             | 2:2          |
| Beitar Jerusalem    | 0:0              | 2:2           |                  | 1:1                 | 3:0             | 1:1          |
| Hapoel Be’er Scheva | 2:0              | 0:1           | 2:2              |                     | 0:0             | 3:1          |
| Hapoel Tel Aviv     | 0:2              | 1:3           | 3:0              | 1:0                 |                 | 0:3          |
| Hapoel Haifa        | 0:3              | 1:4           | 0:0              | 1:1                 | 4:0             |              |

## Abstiegsrunde
Die Vereine auf den Plätzen 7–14 nach der Vorrunde spielten im Anschluss gegen den Abstieg. Dabei wurden die Ergebnisse aller 26 Vorrundenspiele übertragen und zwischen den acht Teams nur eine Einfachrunde ausgetragen. Die vier bestplatzierten Vereine der Vorrunde erhielten dabei ein Heimspiel mehr als die anderen Vier. Nach Abschluss der Runde stiegen die Mannschaften auf den Rängen 13 und 14 in die zweitklassige Liga Leumit ab.

### Abschlusstabelle
| Pl. | Verein                      | Sp. | S  | U  | N  | Tore    | Diff. | Punkte |
| --- | --------------------------- | --- | -- | -- | -- | ------- | ----- | ------ |
| 7.  | Bne Jehuda Tel Aviv (P)     | 33  | 13 | 10 | 10 | 037:270 | +10   | 49     |
| 8.  | MS Aschdod                  | 33  | 10 | 11 | 12 | 045:440 | +1    | 41     |
| 9.  | Hapoel Hadera               | 33  | 10 | 10 | 13 | 033:420 | −9    | 40     |
| 10. | Maccabi Netanja             | 33  | 11 | 7  | 15 | 035:460 | −11   | 40     |
| 11. | Hapoel Kfar Saba (N)        | 33  | 10 | 8  | 15 | 028:380 | −10   | 38     |
| 12. | Hapoel Ironi Kirjat Schmona | 33  | 9  | 5  | 19 | 030:430 | −13   | 32     |
| 13. | Sekzia Nes Ziona (N)        | 33  | 8  | 8  | 17 | 023:460 | −23   | 32     |
| 14. | Hapoel Ra’anana             | 33  | 2  | 11 | 20 | 027:620 | −35   | 17     |

Platzierungskriterien: 1. Punkte – 2. Tordifferenz – 3. Siege – 4. geschossene Tore – 5. Direkter Vergleich (Punkte, Tordifferenz, geschossene Tore) – 6. Play-off-Spiel
| (N) | Neuaufsteiger der letzten Saison     |
| (P) | amtierender israelischer Pokalsieger |

### Kreuztabelle
| 2019/20                     | Bne Jehuda Tel Aviv | MS Aschdod | HAD | Maccabi Netanja | Hapoel Kfar Saba | Hapoel Ironi Kirjat Schmona | SEK | Hapoel Ra’anana |
| --------------------------- | ------------------- | ---------- | --- | --------------- | ---------------- | --------------------------- | --- | --------------- |
| Bne Jehuda Tel Aviv         |                     | 0:0        | 5:0 | –               | 0:0              | 2:0                         | –   | –               |
| MS Aschdod                  | –                   |            | 3:1 | –               | 2:3              | –                           | 2:0 | 3:2             |
| Hapoel Hadera               | –                   | –          |     | 1:2             | 0:0              | –                           | 2:2 | 2:2             |
| Maccabi Netanja             | 1:3                 | 2:5        | –   |                 | 0:1              | 3:1                         | –   | –               |
| Hapoel Kfar Saba            | –                   | –          | –   | –               |                  | 0:0                         | 0:1 | 2:0             |
| Hapoel Ironi Kirjat Schmona | –                   | 3:0        | 0:3 | –               | –                |                             | 1:0 | –               |
| Sekzia Nes Ziona            | 0:0                 | –          | –   | 1:0             | –                | –                           |     | 2:1             |
| Hapoel Ra’anana             | 0:4                 | –          | –   | 2:4             | –                | 0:1                         | –   |                 |

## Torschützenliste
| Pl. | Name              | Team                | Tore |
| --- | ----------------- | ------------------- | ---- |
| 01. | Nikita Rukavytsya | Maccabi Haifa       | 22   |
| 02. | Ben Sahar         | Hapoel Be’er Scheva | 13   |
| 03. | Yonatan Cohen     | Maccabi Tel Aviv    | 12   |
| 04. | Omri Altman       | Hapoel Tel Aviv     | 11   |
| 04. | Dean David        | MS Aschdod          | 11   |
| 06. | Tjaronn Chery     | Maccabi Haifa       | 10   |
| 06. | Omer Fadida       | Hapoel Kfar Saba    | 10   |
| 06. | Dor Jan           | Bne Jehuda Tel Aviv | 10   |